# 안젤라 왓슨
안젤라 왓슨(Angela Watson, 1975년 11월 12일 ~ )은 미국의 배우, 텔레비전 배우, 모델, 영화배우이다.
댄빌에서 태어났다.

## 영화
- 피그 (2010년) - 노라스 어시스턴트 역
- 주니어 파일럿 (2006년) - 밀리 스미스 역
- 스텝 바이 스텝 (1991년)